# Personale di Ivan Graziani
Personale di Ivan Graziani è un album antologico del cantautore italiano Ivan Graziani, pubblicato nel 1990. Fa parte della serie Emozioni & parole.

## Tracce
1. Lugano addio – 4:39
2. Taglia la testa al gallo – 4:03
3. Agnese – 3:43
4. Digos Boogie – 4:09
5. Tutto questo cosa c'entra con il R&R – 3:11
6. Dada – 5:17
7. Il chitarrista – 3:36
8. Firenze (canzone triste) – 4:59
9. Il topo nel formaggio – 4:19
10. Ballata per 4 stagioni – 4:00
11. I lupi – 5:02
12. Doctor Jekyll and Mr. Hyde – 4:42
13. Paolina – 4:10
14. Pigro – 2:25
15. Sola – 2:31
16. Oh mamma mia – 4:11
17. Shame – 3:00
18. Isabella sul treno – 5:51
19. Modena park – 4:44
20. Fuoco sulla collina – 4:42
21. Limiti (affari d`amore) – 4:19
22. Franca ti amo – 3:30
23. Angelina – 3:59
24. Signora bionda dei ciliegi – 4:30
25. Monna lisa – 4:54
26. Radio Londra – 5:12
27. E sei così bella – 4:08
28. Vento caldo – 3:39